# Falsk som vand
Falsk som vand er en svensk dramafilm fra 1985 skrevet og instrueret af Hans Alfredson. I filmen medvirker blandt andre Malin Ek, Sverre Anker Ousdal, Stellan Skarsgård og Philip Zandén.

## Handling
John driver et forlag der går upåklageligt. En dag møder han Clara, som gerne vil have udgivet sine digte. John forelsker sig dybt i hende, og hun i ham. Han skaffer hende en lejlighed, men så snart hun er flyttet ind, begynder der at ske mystiske ting, som skræmmer hende fra vid og sans, skønt John altid synes at kunne finde en "naturlig" forklaring på dem.

## Medvirkende (i udvalg)
- Sverre Anker Ousdal som John
- Malin Ek som Clara
- Hans Alfredson som Claras far
- Marie Göranzon som Anna
- Stellan Skarsgård som Stig
- Örjan Ramberg som Carl
- Lotta Ramel som Fia
- Philip Zandén som Jens
- Magnus Uggla som Schüll
- Ing-Marie Carlsson som kvinde i Göteborg
- Tage Danielsson som partygæst